# Strada Franceză
Strada Franceză este o stradă din Centrul istoric al Municipiul București, sectorul 3. Probabil această stradă este cea mai veche stradă a Bucureștiului care și-a păstrat, în linii mari, traseul medieval. Ea pornește din zona Piața Unirii și se termină la intersecția cu strada Calea Victoriei (fostă Podul Mogoșoaiei).
Strada este mărginită mai ales de case din secolul al XIX-lea, deoarece s-a pornit chiar de aici în anul 1847 un mare incendiu, care a distrus o mare parte a Bucureștiului.

## Monumente istorice și clădiri
Ansamblul de arhitectură „Strada Franceză” este înscris pe Lista monumentelor istorice 2010 - Municipiul București - la nr. crt. 1035, cod LMI B-II-a-B-18765. Pe listă sunt înscrise și „Ansamblul Bisericii Curtea Veche” (cod LMI B-II-a-A-18781), „Biserica "Buna Vestire'" - Curtea Veche” (cod LMI B-II-m-A-18781.01) și „Casa parohială” (cod LMI B-II-m-A-18781.02) de la nr. 33, precum și „Hanul lui Manuc” (cod LMI B-II-m-A-18788) de la nr. 62. Mai sunt înscrise pe lista monumentelor și casele de la numerele 2-4, 8, 9, 11, 12, 13, 14, 16, 17, 18, 20, 28, 30, 31, 32, 34, 36, 40, 42, 44, și 48.

## Galerie Foto

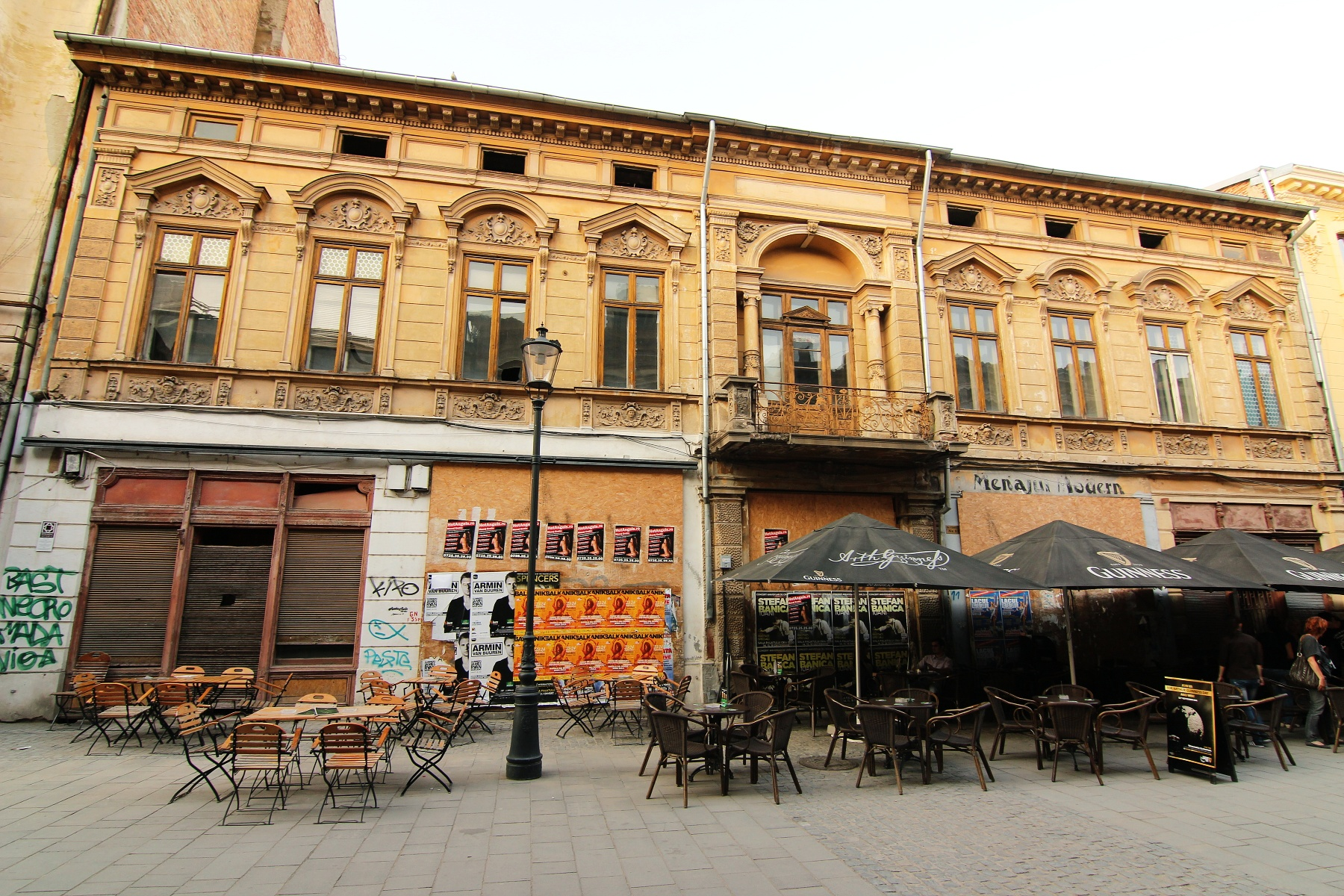
Casă de pe Strada Franceză
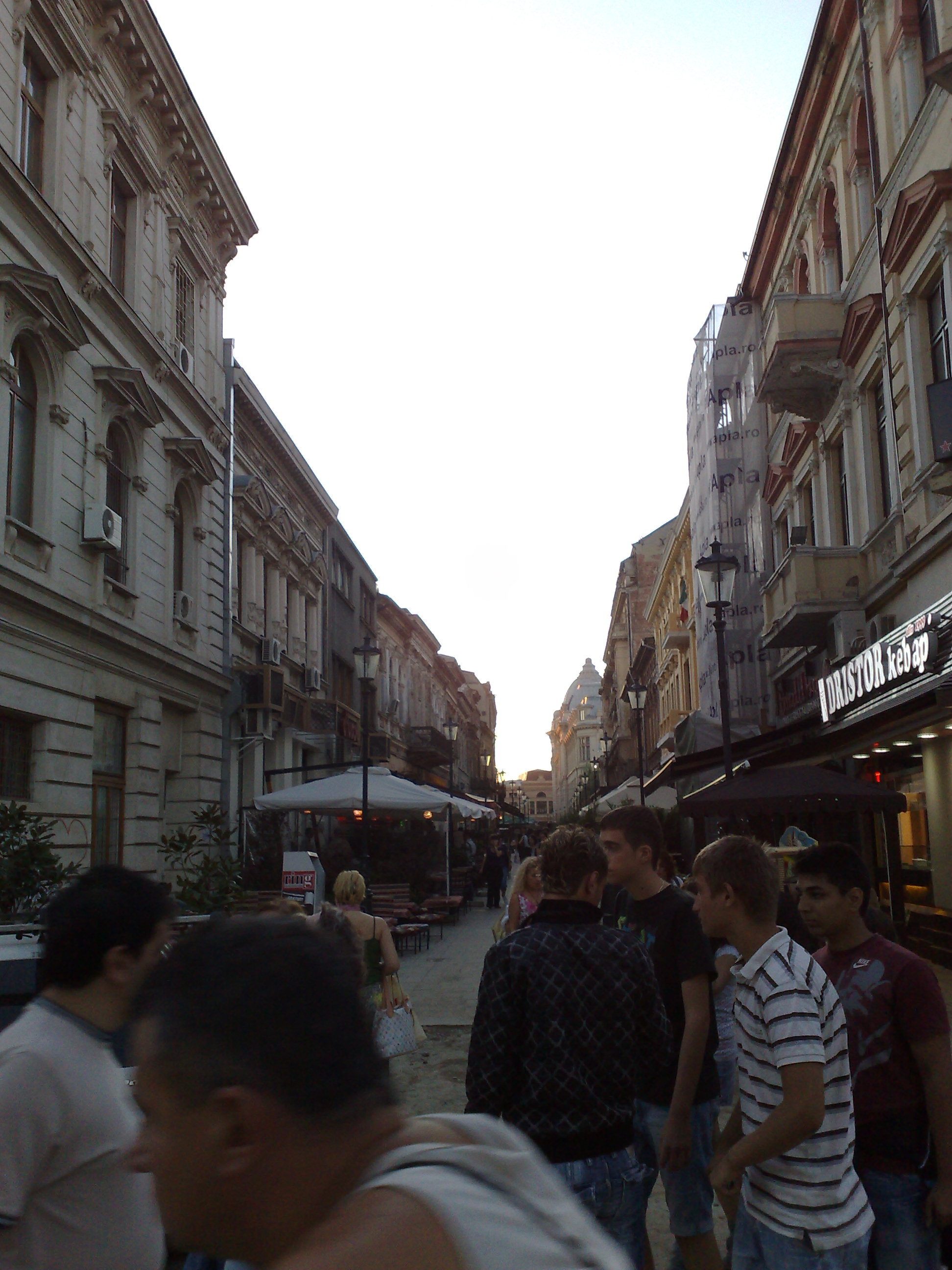
Strada Franceză
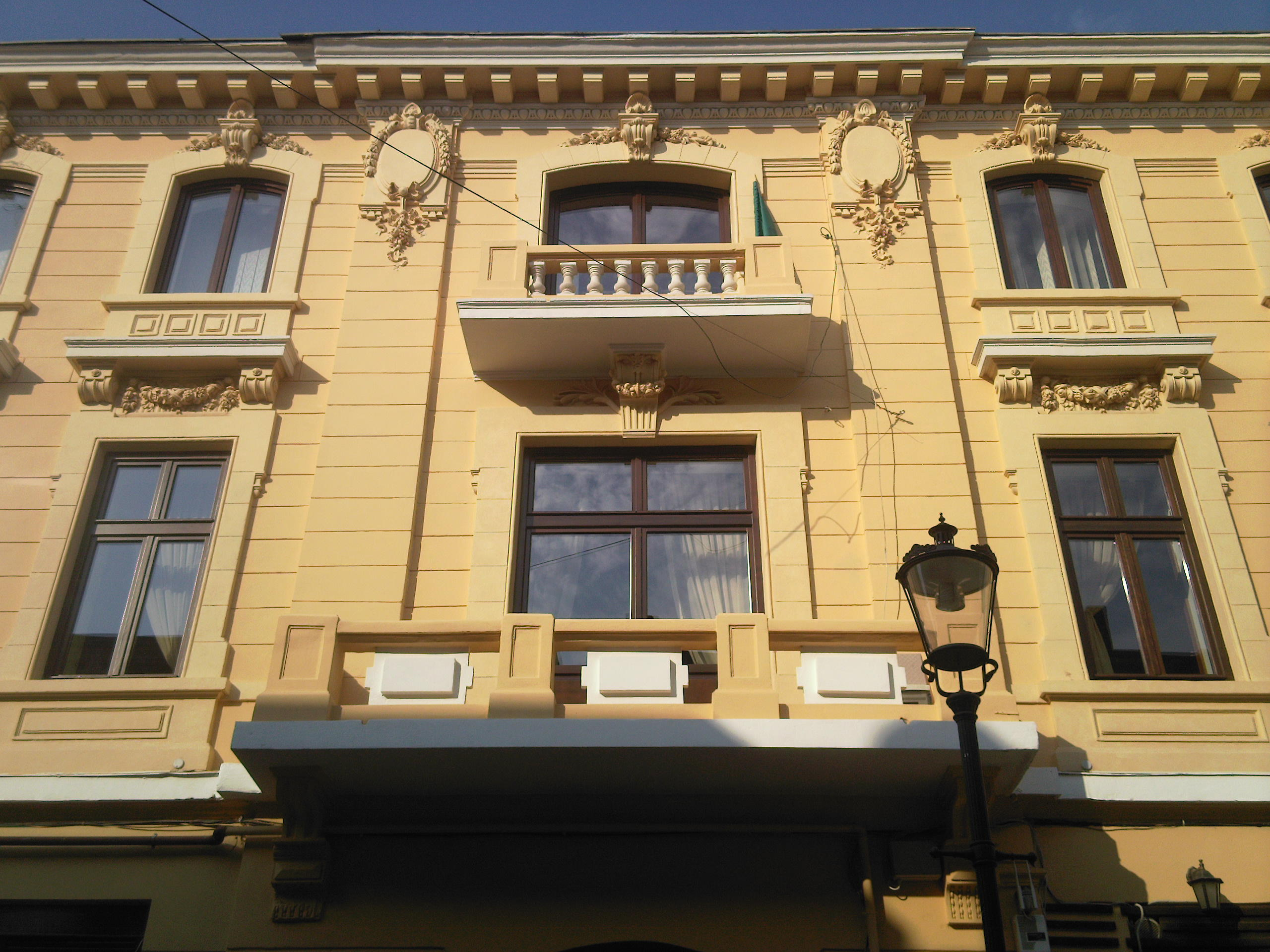
Casa din 1870 de pe strada Franceză